# 직궁가
지키미야케 (直宮家)는 미야케 중, 천황과 직계 혈연 관계인 황자나 황형제가 창설한 궁가를 가리킨다.
1947년 (쇼와 22년) 10월 14일, 11미야케 51명의 신적강하에 따라 다이쇼 천황의 황자, 쇼와 천황과의 형제관계인 3지키미야케 (치치부노미야・타카마츠노미야・미카사노미야)만이 황족으로써 잔류했다.

## 지키미야케 일람

### 중세
준토쿠 천황의 황자
- 이와쿠라노미야
- 요츠츠지노미야

고사가 천황의 황자
- 하야타노미야

카메야마 천황의 황자
- 이츠츠지노미야
- 토키와이노미야

고니죠 천황의 황자
- 키데라노미야
- 하나마치노미야

고무라카미 천황의 황자
- 고죠인노미야

쵸케이 천황의 황자
- 타마가와노미야

고카메야마 천황의 황자
- 오구라노미야

스코우 천황의 황자
- 후시미노미야

### 근세
오기마치 천황의 황자
- 하치죠노미야

레이겐 천황의 황자
- 토키와이노미야
- 쿄고쿠노미야

히가시야마 천황의 황자
- 칸인노미야

코카쿠 천황의 황자
- 카츠라노미야

### 근현대
다이쇼 천황의 황자이자 쇼와 천황의 형제
- 타카마츠노미야 : 다이쇼 천황의 황3자. 테루노미야 노부히토 친왕에 의해 1913년 (다이쇼 2년) 창설. 2004년 (헤이세이 16년) 가계 단절.
- 치치부노미야 : 다이쇼 천황의 황2자. 아츠노미야 야스히토 친왕에 의해 1922년 (다이쇼 11년) 창설. 1995년 (헤이세이 7년) 가계 단절.
- 미카사노미야 : 다이쇼 천황의 황4자. 스미노미야 타카히토 친왕에 의해 1935년 (쇼와 10년) 창설. 2016년 (헤이세이 28년), 타카히토 친왕의 사망으로, 현재 당주는 타카히토 친왕비 유리코이다. 현재 미카사노미야의 자손은 친왕, 왕이 없기 때문에 후에 가계 단절이 될 가능성이 높음.

쇼와 천황의 황자이자 125대 천황 (현 상황)의 형제
- 히타치노미야 : 쇼와 천황의 황2자. 요시노미야 마사히토 친왕에 의해 1964년 (쇼와 39년) 창설. 후계자가 없기 때문에 후에 가계 단절이 될 가능성이 높음.

125대 천황 (현 상황)의 황자이자 금상 천황의 형제
- 아키시노노미야 : 아키히토 (현 상황)의 황2자. 아야노미야 후미히토 친왕에 의해 1990년 (헤이세이 2년) 창설